# 40までにしたい10のこと
『40までにしたい10のこと』（よんじゅうまでにしたいじゅうのこと）は、マミタによる日本の漫画作品。『月刊マガジンビーボーイ』（リブレ）にて2022年7月号（6月7日発売）より連載中。2024年1月には、コミックシーモア主催の「電子コミック大賞2024」でBL部門を受賞した。
メディアミックスとして、2025年4月12日にはキューエッグよりドラマCDが発売された。同年7月より、テレビ東京系にてテレビドラマが放送中。

## 登場人物
声はドラマCDの声優。
十条 雀（とうじょう すずめ）
声 - 阿部敦
田中 慶司（たなか けいし） 
声 - 江口拓也

## 書誌情報
- マミタ『40までにしたい10のこと』リブレ〈BE×BOY COMICS DELUXE〉、既刊2巻（2025年2月19日現在）
  1. 2023年2月9日発売[5]、ISBN 978-4-7997-6132-8
  2. 2025年2月19日発売[6]、ISBN 978-4-7997-7068-9

## テレビドラマ
2025年7月5日（4日深夜）からテレビ東京系「ドラマ24」枠で放送中。主演は風間俊介。

### キャスト

#### 主要人物
十条雀（とうじょう すずめ）
演 - 風間俊介
職場では仕事のできる面倒見の良い上司だが、私生活は10年以上恋人のいないアラフォー男子。
田中慶司（たなか けいし)
演 - 庄司浩平
雀のアラサー部下。

#### 周辺人物
黒木啓介
演 - 平子祐希
雀の同期で友人。3人の娘を持つ愛妻家。ドラマオリジナルキャラクター。
田中颯
演 - 平井亜門
雀の部下で慶司の同僚。思ったことをストレートに発言してしまう正直者でお調子者。
宇多川茜
演 - 高山璃子
雀の部下で慶司の同僚。冷静沈着に仕事をこなす。
吉沢将
演 - ワタナベケイスケ
雀の部下で慶司の先輩。チーム内の信頼は厚い。
すず子
声 - 三石琴乃
雀と「同居」するぬいぐるみ。
田中真央
演 - 宮澤佐江
慶司の姉(双子の姉)。
田中理央
演 - 横山由依
慶司の姉(双子の妹)。

### スタッフ
- 原作 - マミタ『40までにしたい10のこと』（月刊マガジンビーボーイ連載 / リブレ刊）[4]
- 脚本 - 齊藤よう[4]
- 監督 - 池田千尋、小菅規照[4]
- 音楽 - 小山絵里奈[4]
- 主題歌 - Chevon「菫」（Chevon Records）[8]
- エンディングテーマ - the shes gone「まぼろし」（UK.PROJECT）[8]
- チーフプロデューサー - 森田昇（テレビ東京）[4]
- プロデューサー - 祖父江里奈（テレビ東京）、石神理奈（SDP）[4]
- 制作 - テレビ東京、SDP[4]
- 製作著作 - 「40までにしたい10のこと」製作委員会[4]

### 放送日程
| 各話  | 放送日  | サブタイトル                    | 脚本              | 監督     |
| ----- | ------- | ------------------------------- | ----------------- | -------- |
| 第1話 | 7月05日 | 上司と部下…突然のオフィスラブ!  | 齊藤よう          | 池田千尋 |
| 第2話 | 7月12日 | 「ソース、ついてる」触れる指先  | 齊藤よう          | 池田千尋 |
| 第3話 | 7月19日 | 突然の雨、濡れる髪と唇          | 齊藤よう          | 池田千尋 |
| 第4話 | 7月26日 | 過去を知る男、登場              | 齊藤よう 池田千尋 | 小菅規照 |
| 第5話 | 8月02日 | あいつ、いつから俺のことを…?    | 齊藤よう          | 池田千尋 |
| 第6話 | 8月09日 | ケーキ食べるだけのつもりだった? | 齊藤よう          | 小菅規照 |
| 第7話 | 8月16日 | オーダーメイドのヤバい枕        | 齊藤よう          | 池田千尋 |

### 放送局
| 放送期間       | 放送時間                     | 放送局         | 対象地域       | 備考   |
| -------------- | ---------------------------- | -------------- | -------------- | ------ |
| 2025年7月5日 - | 土曜 0:12 - 0:42（金曜深夜） | テレビ東京     | 関東広域圏     | 製作局 |
|                |                              | テレビ大阪     | 大阪府         |        |
|                |                              | テレビ愛知     | 愛知県         |        |
|                |                              | テレビせとうち | 岡山県・香川県 |        |
|                |                              | テレビ北海道   | 北海道         |        |
|                |                              | TVQ九州放送    | 福岡県         |        |
| 2025年7月9日 - | 水曜 0:00 - 0:30（火曜深夜） | BSテレ東       | 全国           |        |

| テレビ東京系 ドラマ24                                                      | テレビ東京系 ドラマ24                      | テレビ東京系 ドラマ24 |
| 前番組                                                                     | 番組名                                     | 次番組                |
| -------------------------------------------------------------------------- | ------------------------------------------ | --------------------- |
| ディアマイベイビー 〜私があなたを支配するまで〜 （2025年4月5日 - 6月21日） | 40までにしたい10のこと （2025年7月5日 - ） | -                     |